# آریا سماج
آریا سماج (سانسکریت: आर्यसमाज، آوانگاری: Ārya-Samāja، ت. «به معنی انجمن آریا»، انگلیسی: Arya Samaj) یکی از جنبش‌های اصلاحات در هند بود که در تاریخ ۱۰ آوریل ۱۸۷۵ از سوی دیانند سرسوتی بنیاد شد.
سرسوتی به حاکمیت خطاناپذیر وداها باور داشت و بر آرمان‌های پاکدامنی و برهمن‌پویی تأکید می‌کرد. در جهان امروزه سه تا چهار میلیون پیرو دارد.